# Нижне-Амурская равнина
Ни́жне-Аму́рская ни́зменность — равнина в Приамурье, расположена между высокими хребтами Даяны и Баджальским — с одной стороны и низовьями Амура — с другой. На юге эта равнина сливается с Уссурийской низменностью и уходит в Северо-Восточный Китай (Сунгарийская низменность).

## Рельеф и геологическое строение
Нижне-Амурская равнина образована широкой, в несколько десятков километров, пойменной террасой Амура и не менее широкой надлуговой террасой этой реки. Равнина чаще всего безлесна, занята марями и озерами, из которых некоторые очень крупные — Эворон, Болен-Оджал, Чукчагирское, Удыль и другие. На равнине кое-где выступают холмы — останцы разрушенных горных складок, сложенные палеозойскими породами — песчаниками и сланцами.